# 札幌大学女子短期大学部
札幌大学女子短期大学部（さっぽろだいがくじょしたんきだいがくぶ、英語: Sapporo University Women's Junior College）は、北海道札幌市豊平区西岡3-7-3-1に本部を置いていた日本の私立大学である。1968年に設置され、2023年に廃止された。大学の略称は札短（さったん）。

## 概観

### 大学全体
- 北海道札幌市豊平区に所在した日本の私立短期大学で、設置主体は学校法人札幌大学[1]。
- 1968年に開学。1982年度より学科の増設により1996年度入学生まで最大で4学科[注 2]を擁していたが、1997年度より学科及び入学定員減が目立ちはじめる。2019年には新たにこども学科が開設され、キャリアデザイン・こどもの2学科体制となり、「女子短期大学部」の名称ではあるものの、こども学科は男女共学となった。
- 2021年度の入学生を最後に[注釈 2]、2023年に短期大学としての使命を終える[注釈 3]。

### 建学の精神（校訓・理念・学是）
- 札幌大学女子短期大学部の建学の精神は「生気あふれる開拓者精神」
- 札幌大学女子短期大学部の教育目標は「生気あふれる人間」「知性豊かな人間」「信頼される人間」の育成。

### 教育および研究
- 札幌大学女子短期大学部の教育
  - キャリアデザイン学科：基礎的素養とマナーに基づいた対人コミュニケーション能力と、外国語による言語コミュニケーション能力を高め、自立した女性として地域社会に貢献するための幅広い教養、経済や経営に関する知識を修得。生き方を考える力、決断力、積極性を持った女性を育てる。「ビジネスマナー実習」、「地域社会実習」といった実社会で有用なカリキュラム構成。
  - こども学科：地域社会の未来を担う子どもの成長を願い、子どもに対する深い愛情と理解、保育者としての使命感を持ち「女性の社会進出や子育てを支える力」を備えた人材を養成することをうたう。所定の単位を取得すれば、2年間で幼稚園教諭二種免許状、保育士資格の両方の資格取得が可能なカリキュラムとなっていた。

### 学風および特色
- 札幌大学女子短期大学部は開学以来、札幌大学に併設されている関係上、交流が深い。
- 短大卒業後に札幌大学に編入学する学生も目立つ。
- ビジネス系、コミュニケーション系の科目に加え、英語教育等の語学にも力を入れていた。

## 沿革
- 1968年
  - 3月15日 左記を以て文部省[注 3]より短期大学の設置が認可される[5]。
  - 4月1日 札幌大学女子短期大学部が以下の学科体制にて開学する[注 4]。
    - 国文科 入学定員50名[注釈 4]
    - 英文科 入学定員50名[注釈 4]

  - 5月1日 学生数[9]/定員
    - 国文科 43[注釈 5]/50
    - 英文科 44[注釈 5]/50
- 1969年
  - 4月1日 教職課程および学校図書館司書教諭免許状の課程を設ける[10]。
    - 中学校教諭二級免許状
      - 国語：国文科
      - 英語：英文科
- 1977年
  - 4月1日 入学定員増を以下の通り行う[注 5]。
    - 国文科 50→100
    - 英文科 50→100

  - 5月1日 学生数[15]/定員
    - 国文科 472[注釈 5]/150
    - 英文科 445[注釈 5]/150
- 1982年
  - 4月1日 以下、学科を増設する[注釈 6]。
  - 経営学科　
    - 経営管理専攻 入学定員40名[注釈 7]
    - 秘書専攻 入学定員40名[注釈 7]

  - 文化学科[注 6] 入学定員80名[注釈 7]
  - 同 学科名の変更及び入学定員減あり[注釈 6]。
    - 国文科 入学定員100名[注釈 8]→国文学科 入学定員80名[注釈 7]
    - 英文科 入学定員100名[注釈 8]→英文学科 入学定員80名[注釈 7]

  - 5月1日 学生数[21]/定員
    - 国文学科 321[注釈 5]/180
    - 英文学科 293[注釈 5]/180
    - 経営学科 80[注釈 5]/80
    - 文化学科 78[注釈 5]/80
- 1986年
  - 4月1日 学科の定員増を以下の通り行う[注 7]
    - 国文学科 80→120
    - 英文学科 80→150
    - 経営学科
      - 経営管理専攻 40→80
      - 秘書専攻 40→80

    - 文化学科 80→100

  - 5月1日 学生数[26]/定員
    - 国文学科 213[注釈 5]/200
    - 英文学科 277[注釈 5]/230
    - 経営学科 265[注釈 5]/240
    - 文化学科 218[注釈 5]/180
- 1992年
  - 5月1日 学生数[注 8]/定員
    - 国文学科 257[注釈 5]/240
    - 英文学科 348[注釈 5]/300
    - 経営学科 356[注釈 5]/320
    - 文化学科 233[注釈 5]/200
- 1996年
  - 4月1日 以下の学科については、この年度で学生募集を最終とする[注 9]。
    - 国文学科
    - 文化学科

  - 5月1日 学生数[30]/定員
    - 国文学科 261[注釈 5]/240
    - 英文学科 335[注釈 5]/300
    - 経営学科 342[注釈 5]/320
    - 文化学科 237[注釈 5]/200
- 1997年
  - 5月1日 学生数[31]/定員
    - 国文学科 114[注釈 5]/120
    - 英文学科 329[注釈 5]/300
    - 経営学科 344[注釈 5]/320
    - 文化学科 110[注釈 5]/100
- 1998年
  - 5月1日 学生数[32]/定員
    - 国文学科 3[注釈 5]/-
    - 英文学科 313[注釈 5]/300
    - 経営学科 336[注釈 5]/320
- 1999年
  - 3月29日 以下の学科については、左記をもって正式に廃止とする[33]。
    - 文化学科

  - 5月1日 学生数[34]/定員
    - 英文学科 310[注釈 5]/300
    - 経営学科 352[注釈 5]/320

  - 12月22日 以下の学科については、左記をもって正式に廃止とする[35]。 
    - 国文学科
- 2000年
  - 4月1日 学科の入学定員減を以下の通り行う[注 10]。
    - 英文学科 150→126
    - 経営学科
      - 経営管理専攻 80→72
      - 秘書専攻 80→72
- 2002年
  - 4月1日 学科の入学定員減を以下の通り行う[39]。
    - 英文学科 126→60
    - 経営学科経営管理専攻 72→60
- 2005年
  - 4月1日 以下、経営学科の各専攻課程については、この年度で学生募集を最終とする[注 11]
- 2007年
  - 3月31日 経営学科の各専攻は左記をもって正式に廃止とする[41]。
    -       - 経営管理専攻
      - 秘書専攻
- 2012年
  - 4月1日 以下の学科については、この年度で学生募集を最終とする[注 12]。
- 2013年
  - 4月1日 経営学科を以下の学科に改組する[42]。
    - キャリアデザイン学科 入学定員80名
- 2014年
  - 1月 平成26年度大学入試センター試験参加短期大学の1校となる[43]。
  - 3月31日 以下の学科については、左記をもって正式に廃止とする[44]。
    - 英文学科
- 2015年
  - 1月 平成27年度大学入試センター試験参加短期大学の1校となる[45]。
- 2016年
  - 1月 平成28年度大学入試センター試験参加短期大学の1校となる[46]。
- 2019年
  - 4月1日 以下の学科を増設する[注 13]。
    - こども学科 入学定員50名[注 14]
- 2021年
  - 4月1日 この年度で短期大学としての学生募集を最終とする[注釈 2]。
- 2023年
  - 6月30日 左記をもって文部科学省より正式に廃止の認可が下る[注釈 3]。

## 基礎データ

### 所在地
- 北海道札幌市豊平区西岡3条7丁目3番1号[注釈 1]

### 交通アクセス
- 札幌市営地下鉄南北線澄川駅・南平岸駅または東豊線月寒中央駅下車。バスを利用。

### 象徴
- 札幌大学女子短期大学部のカレッジマークは札幌大学と同じものを使用している[注 15]。

## 教育および研究

### 組織

#### 学科
- キャリアデザイン学科 入学定員30名[注釈 9]
- こども学科 入学定員50名[注釈 9]

##### 学科の変遷
- 国文科→国文学科 入学定員120名[注釈 10]
- 英文科→英文学科 入学定員60名[注 16]
- 文化学科 入学定員100名[注釈 10]
- 経営学科→キャリアデザイン学科
  - 経営管理専攻 入学定員60名[注釈 11]
  - 秘書専攻 入学定員72名[注釈 11]

#### 専攻科
- なし

#### 別科
- なし

#### 取得資格について
- こども学科では、幼稚園教諭二種免許状、保育士資格の両方の資格取得が可能。
- 司書資格が取得できる。その他、在学中に取得できる資格としては、サービス接遇検定、ビジネスマナー検定、販売士検定など。
- 1996年度入学生までを対象に、中学校教諭二種免許状の教職課程が設けられていた。
  - 国語：過去にあった国文学科にて設置されていた[54]。
  - 英語：かつて英文学科にて設置されていた[54]。
  - 社会：過去にあった文化学科にて設置されていた[54]。

### 研究
- 『札幌大学女子短期大学部紀要』[55]
- 『札幌大学女子短期大学部国文学科報』[56]

## 学生生活

### 部活動・クラブ活動・サークル活動
- 札幌大学女子短期大学部のクラブ活動は、基本的には札幌大学と合同となっている。

### 学園祭
- 札幌大学女子短期大学部の学園祭は、札幌大学と合同で行われている。

## 大学関係者と出身者

### 学長
- 武田孟:初代、5代学長
- 麻生平八郎:2代学長代理
- 岡本理一:3代学長
- 木村真佐幸:6代、10代学長
- 馬場元二:7代学長
- 鈴木秀勇:8代学長
- 内山尚三:9代学長
- 山口昌男：11代学長
- 宮腰昭男：12代学長
- 桑原真人：13代学長
- 鈴木淳一：14代学長
- 大森義行：15代学長

### 出身者
- 維住玲子 - 小説家
- 大西暁子 - ローカルタレント
- 斉藤こずゑ - ラジオパーソナリティ
- 谷保恵美 - 千葉ロッテマリーンズウグイス嬢
- 長尾寧音 - ファッションモデル、女優
- 奈良愛美 - フリーアナウンサー
- 福原奈見 - フリーアナウンサー

## 施設

### キャンパス
- 2013年4月に女子学生向けパウダールームmake up and rest room [SWITCH]が完成。

## 系列校
- 札幌大学

## 社会との関わり
- 2004年および2006年、実用英語技能検定において奨励賞を受賞している。

## 卒業後の進路について

### 編入学・進学実績
- 系列の札幌大学以外では、札幌学院大学・札幌国際大学・北星学園大学・北海学園大学・酪農学園大学・中央大学・玉川大学・日本女子大学などがある。